# Министерство строительства и эксплуатации автомобильных дорог БССР
Министерство строительства и эксплуатации автомобильных дорог Белорусской ССР (бел. Міністэрства будаўніцтва і эксплуатацыі аўтамабільных дарог Беларускай ССР, сокращенно Миндорстр БССР, бел. Міндарбуд БССР) было создано на базе Главного управления шоссейных дорог при Совете Министров БССР в 1973 году.

## Структура на 1974 год
- Отдел местных дорог;
- Отдел механизации и автотранспорта;
- Отдел промышленных предприятий;
- Отдел строительства;
- Отдел эксплуатации[1].

## Министры
- Василий Иванович Шарапов (1973—1989);
- Иван Михайлович Мозоляко (1989—1991);
- Станислав Павлович Яцута (1991).